# Casa dei Missaglia
La casa dei Missaglia era un edificio di Milano situato, prima della sua demolizione avvenuta nel 1902, nell'attuale via Spadari in corrispondenza del numero 10-12.

## Storia e descrizione

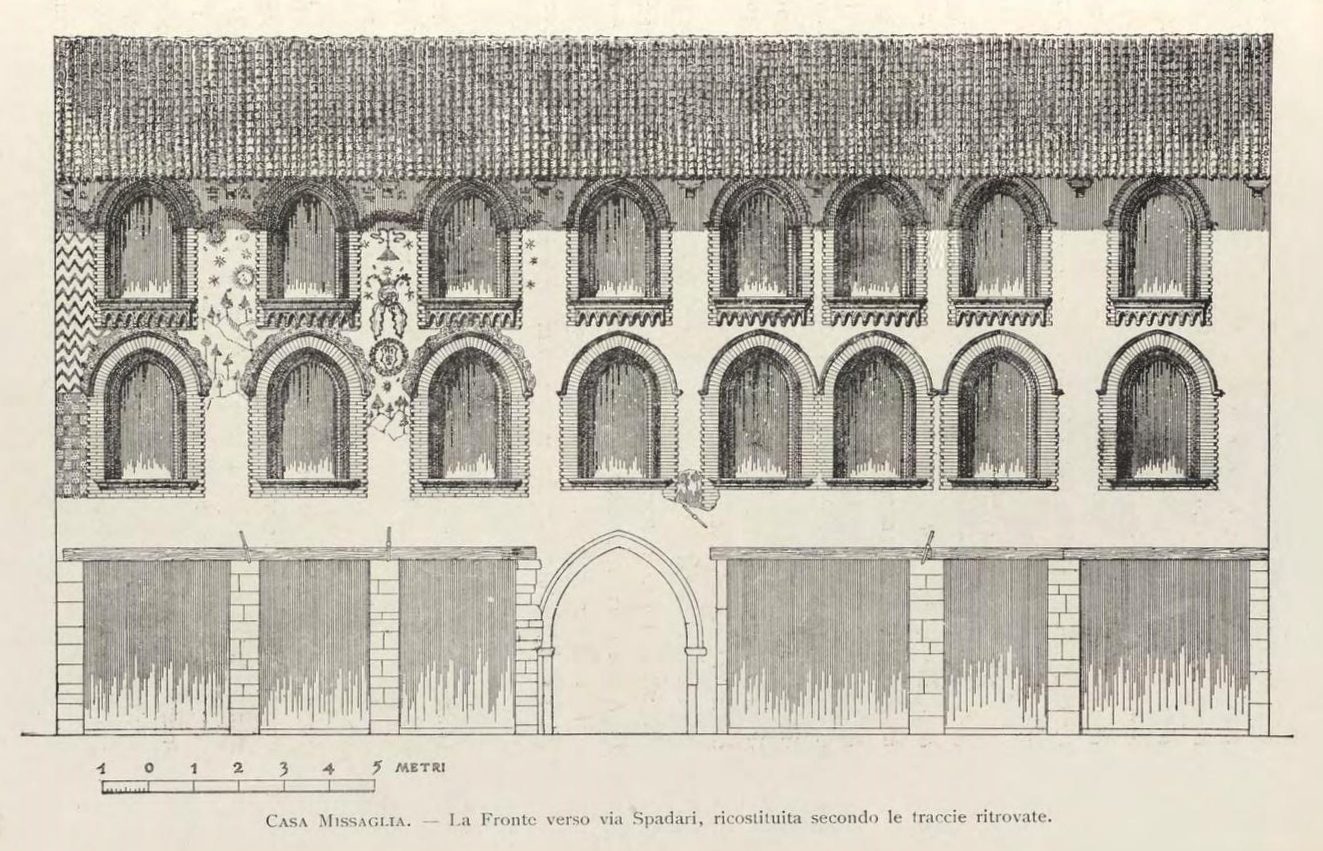
Ricostruzione della fronte originale su via Spadari (Moretti, 1903)

Il palazzo fu riadattato nella prima metà del XV secolo come abitazione e officina della famiglia di armaioli dei Missaglia utilizzando un precedente edificio di epoca medievale che venne profondamente rimaneggiato ed arricchito: non era raro infatti in quegli anni che a Milano, tra i principali centri europei per la produzione di armi e armature, le famiglie artigiane facessero fortuna grazie alla loro attività. 
Il palazzo dei Missaglia, non a caso costruito nella contrada degli Spadari, ospitava al pianterreno le fucine per la produzione di spade, attività che durò fino al 1492 e che valse al palazzo il soprannome di Porta dell'Inferno (o Portaccia) forse per via dello spettacolo impressionante che sui passanti dovevano produrre i bagliori delle fucine e i rumori di mazze e martelli utilizzati per forgiare le armi; ai piani superiori e all'interno l'edificio era decorato in uno stile di transizione tra il gotico ed il rinascimento lombardo: sebbene al momento della demolizione rimanesse della decorazione solo qualche finestra in cotto, qualche intonaco ed alcune colonne a reggere archi a sesti acuti nel cortile, secondo varie ricostruzioni la facciata si presentava riccamente decorata con graffiti, com'era comune all'epoca in Lombardia. 
Il cortile si presentava con un quadriportico con colonne ottagonali e capitelli decorati con foglie a reggere archi a sesto acuto. Prima delle demolizioni, l'architetto Luca Beltrami prelevò alcune parti del palazzo che per un certo periodo vennero riallestite ed esposte al Castello Sforzesco.